# Romeo y Julieta (Gounod)
Romeo y Julieta (título original en francés, Roméo et Juliette) es una ópera en un prólogo y cinco actos con música de Charles Gounod y libreto en francés de Jules Barbier y Michel Carré, basados en el famoso drama homónimo de Shakespeare. Fue estrenada en el Théâtre Lyrique (Théâtre-Lyrique Impérial du Châtelet), de París, el 27 de abril de 1867. Esta ópera sigue en el repertorio, aunque no está entre las más representadas. En las estadísticas de Operabase aparece en el puesto sesenta de las cien óperas más representadas en el período 2005-2010, siendo la quinta en Francia y la segunda de Gounod, con 72 representaciones. Destaca por su serie de dúos para los personajes principales y la canción de vals "Je veux vivre" para la soprano.

## Historia

### Composición
Después de haber obtenido el éxito con Fausto, Charles Gounod escribió ocho óperas más, de las que solo Mireille y Romeo y Julieta fueron recibidas con entusiasmo por el público. Esta última siempre había estado en el pensamiento de Gounod. La idea de musicar una de las tragedias más conocidas de Shakespeare le obsesionó desde bien joven cuando a los diecinueve años acudió a un ensayo de la sinfonía dramática Romeo y Julieta de Berlioz. Aquel poderoso retrato musical de la tragedia shakespeariana le marcó profundamente. La pieza aún no había sido publicada, pero el joven compositor memorizó largos trozos y los tocó para Berlioz días después. Este, convencido de que Gounod había conseguido una copia de la sinfonía, le preguntó por cómo la había conseguido a lo que el joven respondió que en uno de los ensayos.
En el año 1841, durante un viaje a Italia, Gounod pensó en escribir una ópera sobre la historia de Romeo y Julieta utilizando el famoso libreto de Felice Romani (ya musicado por Bellini y Vaccaj), pero hizo unos esbozos  y abandonó el proyecto. Debido a que la ópera Fausto había sido muy popular desde su estreno en 1859, en el Théâtre Lyrique, con más de 300 representaciones entre 1859 y 1868, el gerente teatral Léon Carvalho encargó una nueva ópera. Pero pasaron décadas hasta que en 1864, Gounod se propuso crear la versión operística de Romeo y Julieta. Sus antiguos colaboradores, Jules Barbier y Michel Carré (los libretistas del Fausto), siguieron la conocida tragedia escena a escena y prepararon un libreto en solo tres meses. Simplificaron la historia original de Shakespeare eliminando personajes secundarios y reduciendo la trama a sus elementos esenciales; Gounod pudo así centrar su atención en el romance, que es el núcleo de la trama. También añadió elementos específicos para que el libreto fuera más operístico, como una escena nupcial en la que Julieta se desmaya dramáticamente.
En la primavera de 1865, inspirado por la belleza natural de la Riviera francesa, Gounod se dedicó de pleno a escribir. Cuando se dejaba llevar por la ópera, las notas fluían sin esfuerzo de su pluma. En una carta a su mujer, admitió más tarde que escribir Romeo y Julieta lo había hecho sentir como si hubiera vuelto a los veinte años de nuevo. La versión de 1865 es una remodelación de los esbozos juveniles. Se trataba de una versión operística basada sobre la alternancia de números musicales y diálogos hablados (como en la Carmen de Bizet) pero de estos diálogos hablados nada queda. 
Tras los ensayos hubo dificultades para elegir el tenor principal y se dice que Gounod compuso el último acto dos veces.

### Representaciones
La versión del año 1867 es la del estreno, con la adición de algunas piezas (la escena del matrimonio entre Julieta y Paris) y la eliminación de otras (un aria para el hermano Lorenzo, un coro de monjes que acompañaba el matrimonio de los dos jóvenes y la escena entre los dos hermanos al comienzo del Acto V). El estreno tuvo lugar el 27 de abril de 1867 en el Théâtre-Lyrique de París con diálogos hablados. Fue un gran éxito para el compositor gracias a las magníficas arias y los ardientes dúos de amor, aunque también influyó la asistencia al teatro de dignatarios que se encontraban en París para la Exposición Universal de 1867. Pronto apareció una parodia en el Théâtre Déjazet, titulada Rhum et eau en juillet (Ron y agua en julio). El estreno en Londres (con Patti y Mario) fue el 11 de julio y en Nueva York (con Minnie Hauk) en la Academia de Música, el 15 de noviembre de aquel mismo año. En escena, parecía que los cantantes se contagiaban de la fuerte emotividad de la obra como cuando Adelina Patti cantó con su Romeo, Ernesto Nicolini, en la Ópera de París y alargó la escena del balcón con nada menos que veintinueve besos. Poco tiempo después se divorció del marqués de Caux y se convirtió en la señora Adelina Nicolini. El 11 de noviembre de 1867, se presentó la versión italiana en Londres, con traducción de Zaffira.
En menos de un año, la ópera atrajo enormes audiencias en Inglaterra, Bélgica y Alemania. Algunas representaciones incluyeron incluso participaciones inesperadas del público. En una de las funciones en Chicago, con Nellie Melba (Julieta) y Jean de Reszke (Romeo), un admirador fanático se subió al escenario. Él también se había enamorado de Julieta. De Reszke desenvainó su espada y la puso entre él y Julieta, empujándolo fuera del escenario.
La ópera entró en el repertorio de la Opéra-Comique el 20 de enero de 1873, en una versión retocada para la Opéra-Comique por Georges Bizet, con recitativos. Circularon en realidad dos versiones de la representación en la Opéra-Comique, a cargo de Bizet. La primera preveía la supresión de un coro en el final tercero. La segunda eliminaba el veredicto del duque de Verona. Deloffre y Carvalho de nuevo representaron los papeles del estreno. Tuvo 391 representaciones en 14 años. En Cataluña se estrenó en el Gran Teatro del Liceo el 28 de mayo de 1884.
El 28 de noviembre de 1888 Romeo y Julieta pasó a la Ópera de París, en versión retocada con añadido de un ballet, nuevo final del Acto III y otras modificaciones del libreto. Adelina Patti y Jean de Reszke interpretaron los roles titulares y realizaron más de quinientas representaciones. Esta última versión para la Opéra Garnier es, hoy en día, la más representada. En ella, Gounod recuperó el veredicto del duque de Verona y añadió el ballet del cortejo nupcial y el epitalamio de la escena del matrimonio.
Aunque es un éxito mundial, la ópera suele representarse poco en Italia en comparación con otros países. Solo después de las representaciones venecianas del año 2009 ha empezado a representarse más con cierta asiduidad en este país.
A hacer más célebre la ópera contribuye seguramente la ariette de Julieta "Je veux vivre", cantada por muchas sopranos que pueden no haber cantado el papel de la joven Capuleto (Maria Callas, Joan Sutherland, Montserrat Caballé, Anna Moffo, Sumi Jo, Kathleen Battle, Edita Gruberova entre algunas). El papel de Julieta ha sido asumido escénicamente por sopranos del calibre de Mirella Freni, Angela Gheorghiu, Nino Machaidze, Anna Netrebko, Luciana Serra. Notables intérpretes de Romeo han sido Franco Corelli, Veriano Luchetti, Alfredo Kraus, Placido Domingo, Juan Diego Florez, Roberto Alagna o Francisco Araiza.

## Recepción crítica
Romeo y Julieta llenó los teatros de ópera con multitud de admiradores fanáticos pero no gustó a todo el mundo. Algunos críticos afirmaron que no estaba a la altura de Fausto, la anterior ópera de Gounod. Ernest Newman escribió: "Uno de los desvaríos del mundo musical es que Romeo y Julieta se considere material ideal para una ópera... Ambos, el compositor y el libretista fallaron al no darse cuenta de que, además de estos dos personajes, poco hay en ella que ofrezca las cualidades intrínsecas de una ópera. E incluso los personajes de Romeo y Julieta pecan en este sentido, pero están en una ópera, el público espera algún tipo de maduración de los personajes... y los amantes de Verona no maduran". Aún más, también afirma que cada amante sirve solo para un aria y juntos para uno de amor y otro de muerte. Según él, los otros personajes eran "meras figuras secundarias" indispensables para la trama. Gounod, sin embargo, buscaba impacto emocional y no perfección dramática. Se concentró en expresar cada capítulo de la historia de los jóvenes amantes, retratando minuciosamente sus emociones en música. Al público actual le continúa fascinando participar en la montaña rusa emocional del autor. Su ópera es considerada en todo el mundo como una de las mejores reproducciones musicales del relato shakespeariano.
Sutherland Edwards, crítico musical de la St. James's Gazette, escribió lo siguiente sobre la ópera después de su estreno en Londres en 1867:

Roméo et Juliette de Gounod en la que el compositor siempre es ameno, aunque pocas veces impresiona, puede describirse como el poderoso drama de Romeo and Juliet reducido a las proporciones de una égloga para Julieta y Romeo. Uno recuerda la obra como una serie de muy bellos dúos alternados con un aria de vals chispeante para Julieta, en la que Madame Patti muestra un genio trágico junto a una gran capacidad para la comedia. [Vaccai's] Romeo e Giulietta es una ópera admirable para Giulietta; en la que Romeo no queda olvidado.

## Personajes
| Rol                                                                                      | Tipo de voz                                   | Reparto del estreno, 27 de abril de 1867 |
| ---------------------------------------------------------------------------------------- | --------------------------------------------- | ---------------------------------------- |
| Julieta, hija de Capuleto                                                                | soprano                                       | Marie Caroline Miolan-Carvalho           |
| Romeo, hijo de Montesco                                                                  | tenor                                         | Pierre Michot                            |
| Fray Lorenzo, confidente de Romeo                                                        | bajo                                          | Cazaux                                   |
| Mercutio, amigo de Romeo                                                                 | barítono                                      | Auguste Barré                            |
| Stéphane, paje de Romeo                                                                  | mezzo-soprano o soprano, (Papel con calzones) | Daram                                    |
| Capuleto, jefe de la familia                                                             | bajo                                          | Troy                                     |
| Teobaldo, primo de Julieta                                                               | tenor                                         | Puget                                    |
| Gertrude, ama de Julieta                                                                 | mezzo-soprano                                 | Duclos                                   |
| Príncipe, autoridad máxima de la ciudad                                                  | bajo                                          | Wartel                                   |
| Paris, joven conde, prometido de Julieta                                                 | barítono                                      | Laveissière                              |
| Grégoire, criado de los Capuleto                                                         | barítono                                      | Troy jeune                               |
| Benvolio, primo y amigo de Romeo                                                         | tenor                                         | Laurent                                  |
| Frère Jean                                                                               | bajo                                          | Neveu                                    |
| Criados y parientes, varones y mujeres, de las casas de Capulet y Montaigu, enmascarados |                                               |                                          |

## Argumento
El libreto sigue la historia de la obra de Shakespeare.

### Acto I
Obertura prólogo:
Un breve coro prepara la escena de las familias rivales en Verona. 
Un baile de máscaras en el palacio de los Capuleto
Teobaldo habla a Paris de Julieta, quien aparece con su padre. Romeo, Mercucio, Benvolio y sus amigos entran, disfrazados, y Mercucio canta una balada sobre la Reina Mab, después de lo cual Julieta canta una feliz canción de vals. Se produce el primer encuentro entre Romeo y Julieta enamorándose a primera vista. Pero Teobaldo reaparece y sospecha que el rápidamente re-enmascarado Romeo es su rival. Mientras Teobaldo quiere inmediata venganza, Capuleto ordena que el baile continúe.

### Acto II
El jardín de los Capuleto
Después de que el paje de Romeo, Stephano, haya ayudado a su maestro a entrar, él revela a los dos jóvenes amantes intercambiando sus votos de amor.

### Acto III
Escena 1: celda de Laurent

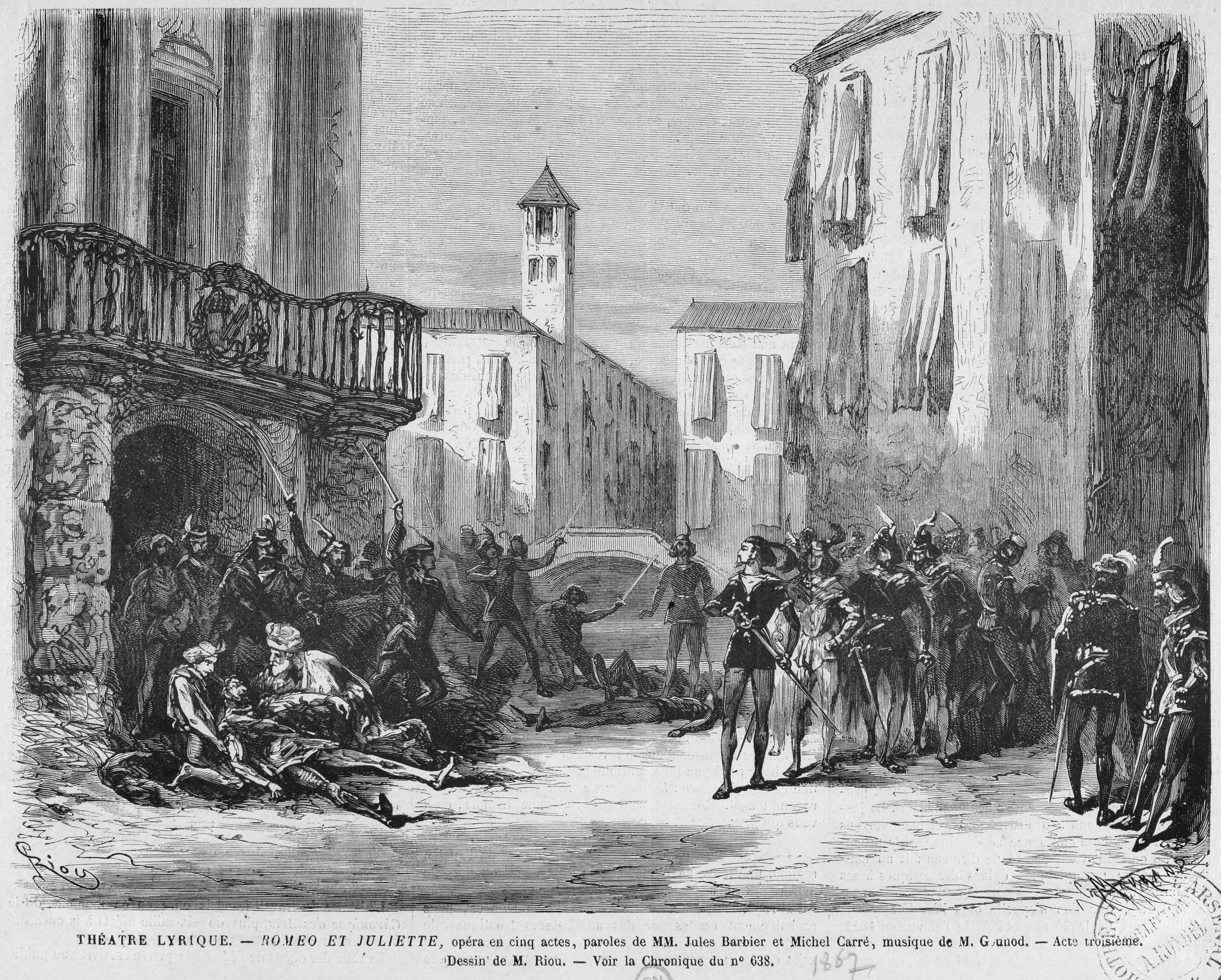
Ilustración de prensa del Acto III, escena 2, tal como se representó en la producción original.

Romeo y Julieta, acompañados por Gertrude, van a la celda y la boda tiene lugar. Laurent espera que la reconciliación entre las casas de los Montesco y los Capuleto se produzca de esta manera. 
Escena 2: una calle cerca del palacio de Capuleto
Stephano canta para atraer a los ocupantes a la calle. Gregoire y Stephano tienen una escaramuza conforme aparecen los hombres de cada familia. El duelo se celebra primero entre Teobaldo y Mercucio, que cae muerto y luego entre Romeo, decidido a vengar a su camarada y Teobaldo. Teobaldo muere a manos de Romeo, que es desterrado por el duque.

### Acto IV
Habitación de Julieta al amanecer
Romeo y Julieta están juntos y después de un largo dúo, Romeo parte al exilio. El padre de Julieta llega para anunciarle que ha concedido su mano al conde Paris, siguiendo los deseos expresados por Teobaldo al morir. El monje da a Julieta una droga que hará que se duerma de manera que parezca muerta y después de colocarla en la tumba familiar, planea que Romeo la despierte y se la lleve. En este momento, se producía una escena de ballet en el gran salón del palacio.

### Acto V
Tumba de Julieta
Romeo irrumpe en la tumba después de haber tomado veneno al creer que Julieta había muerto. Cuando ella se despierta, se oye el último dúo de los amantes antes de que el veneno afecte a Romeo. Cuando su novio se va debilitando, Julieta se apuñala para unirse a su amante en la muerte.

## Grabaciones
En la página web Operadis aparecen 62 grabaciones de la ópera. La siguiente selección de la discografía está realizada incluyendo las mencionadas en La discoteca ideal de la ópera, La discoteca ideal de música clásica y The New Penguin Guide to Compact Discs and Cassettes.
| Año  | Elenco (Roméo, Juliette, Mercutio, Capulet, Frère Laurent)                       | Director, Teatro y orquesta                                 | Sello discográfico       |
| ---- | -------------------------------------------------------------------------------- | ----------------------------------------------------------- | ------------------------ |
| 1947 | Jussi Björling, Bidù Sayâo, John Brownlee, Nicola Moscona, Kenneth Schon         | Emil Cooper, Orquesta y coro del Metropolitan de Nueva York | MYTO (Grabación en vivo) |
| 1968 | Franco Corelli, Mirella Freni, Henri Gui, Claude Calès, Xavier Depraz            | Alain Lombard, Orquesta y coro de la Ópera de París         | EMI                      |
| 1984 | Alfredo Kraus, Catherine Malfitano, Gino Quilico, Gabriel Bacquier, José van Dam | Michel Plasson, Orquesta y coro del Capitole de Toulouse    | EMI                      |